# Marquesado de Cogolludo

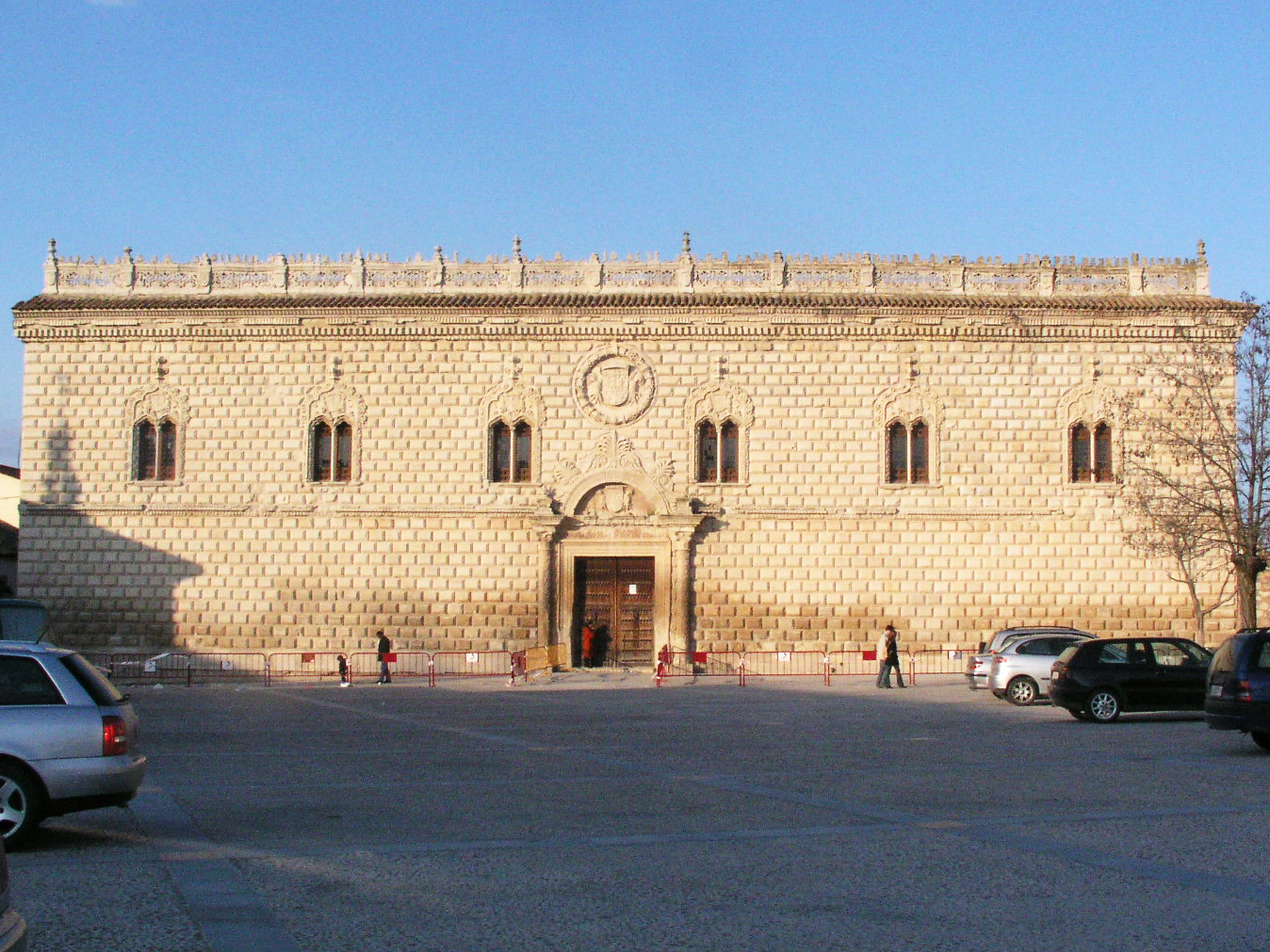
Palacio de los Marqueses de Cogolludo, Duques de Medinaceli, en Cogolludo (Guadalajara).

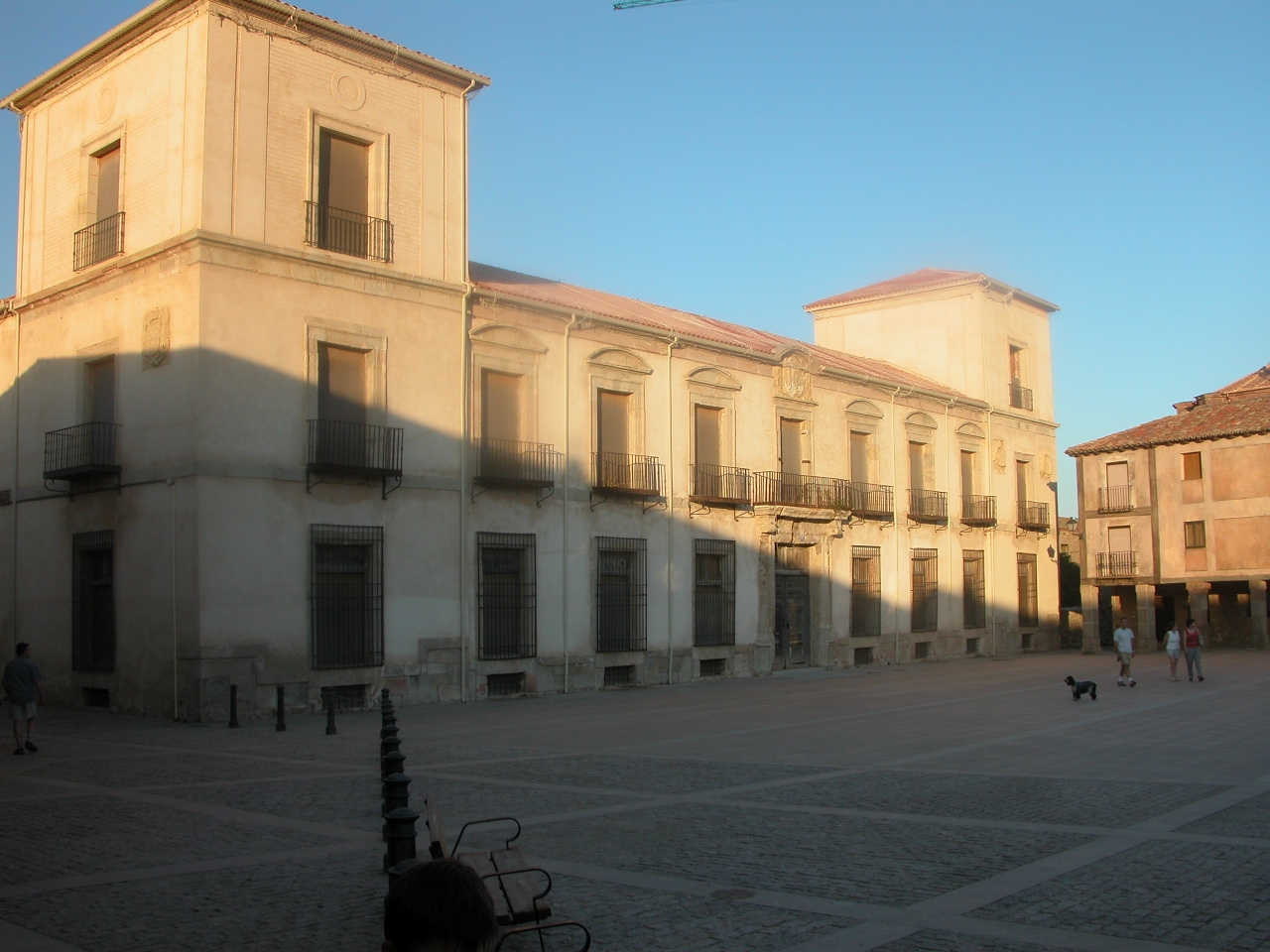
Palacio de los Duques de Medinaceli, Marqueses de Cogolludo, en Medinaceli, (Soria).

El marquesado de Cogolludo es un título nobiliario español creado el 17 de junio de 1558 por Felipe II y perteneciente a la casa de Medinaceli. Su nombre se refiere al municipio castellano-manchego de Cogolludo, situado en la provincia de Guadalajara.
El marquesado de Cogolludo era un título que tradicionalmente llevaban los herederos del ducado de Medinaceli.

## Marqueses de Cogolludo
|                                                | Titular                                             | Periodo                                        |
| Creación por Fernando V e Isabel I de Castilla | Creación por Fernando V e Isabel I de Castilla      | Creación por Fernando V e Isabel I de Castilla |
| ---------------------------------------------- | --------------------------------------------------- | ---------------------------------------------- |
| i                                              | Luis de la Cerda y Portugal                         | 1530-1536                                      |
| ii                                             | Gastón de la Cerda y Portugal                       | 1536-1544                                      |
| iii                                            | Juan de la Cerda y Silva                            | 1544-1552                                      |
| iv                                             | Juan de la Cerda y Portugal                         | 1552-1575                                      |
| v                                              | Juan Luis de la Cerda y Aragón                      | 1575-1594                                      |
| vi                                             | Antonio Juan de la Cerda y Dávila                   | 1594-1607                                      |
| vii                                            | Juan Francisco de la Cerda y Enríquez de Ribera     | 1607-1671                                      |
| viii                                           | Luis Francisco de la Cerda y Aragón                 | 1671-1711                                      |
| ix                                             | Luis Antonio Fernández de Córdoba y Spínola         | 1711-1739                                      |
| x                                              | Pedro de Alcántara Fernández de Córdoba y Moncada   | 1739-1768                                      |
| xi                                             | Luis María Fernández de Córdoba y Gonzaga           | 1768-1789                                      |
| xii                                            | Luis Joaquín Fernández de Córdoba y Benavides       | 1789-1813                                      |
| xiii                                           | Luis Tomás Fernández de Córdoba y Ponce de León     | 1813-1851                                      |
| xiv                                            | Luis María Fernández de Córdoba y Pérez de Barradas | 1851-1879                                      |
| xv                                             | Luis Jesús Fernández de Córdoba y Salabert          | 1880-1956                                      |
| xvi                                            | Luis de Medina y Fernández de Córdoba               | 1956-2011                                      |
| xvii                                           | Victoria Francisca de Medina Conradi                | 2011-actual titular                            |